# تام پونتینگ
تام پونتینگ (انگلیسی: Tom Ponting؛ زادهٔ ۲۸ ژانویهٔ ۱۹۶۵) شناگر اهل کانادا بود.
وی در مسابقات کشوری و بین‌المللی در مجموع برندهٔ ۲ مدال طلا، ۴ مدال نقره، ۳ مدال برنز شده‌است.